# Aṣẹ

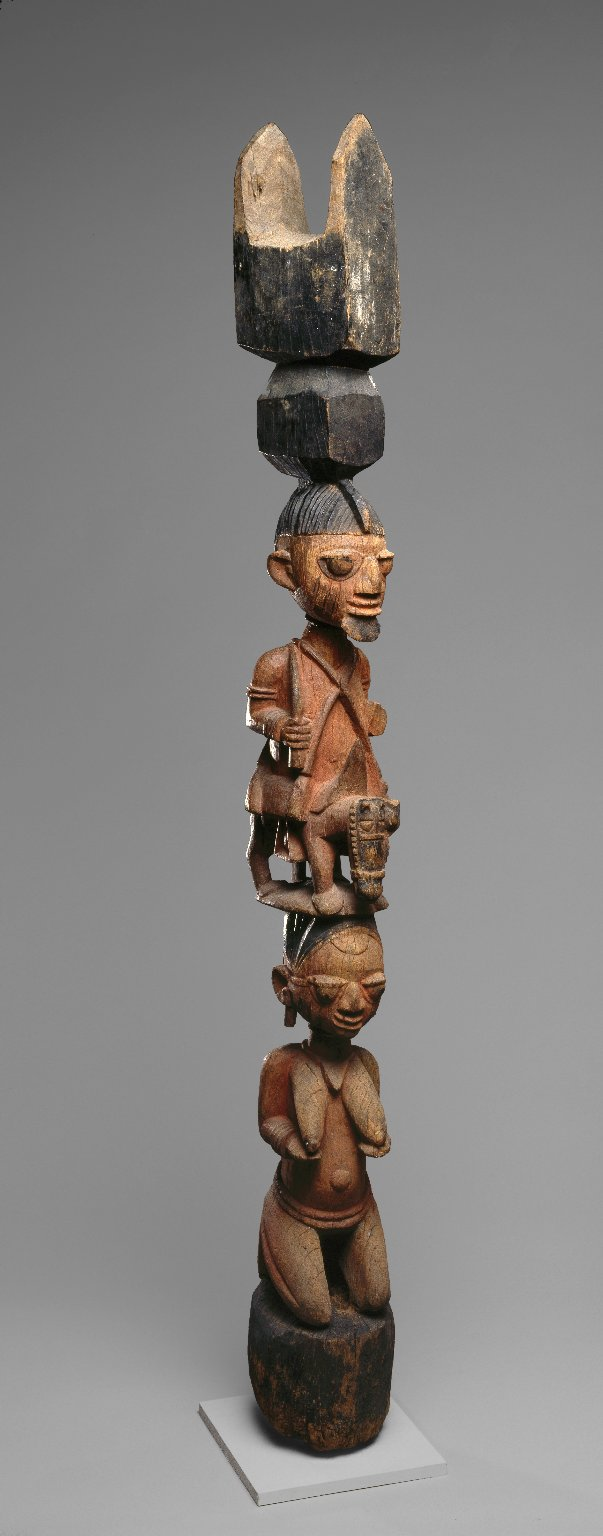
Poteau de véranda yoruba, Brooklyn Museum.

Aṣẹ, àṣẹ, aṣe, ase, ou ashe est une philosophie yoruba définie comme représentant le pouvoir qui fait évoluer les choses et produit le changement dans la religion yoruba. On pense qu'elle a été donnée par Olódùmarè à tout : dieux, ancêtres, esprits, humains, animaux, plantes, rochers, rivières et paroles prononcées telles que des chants, des prières, des louanges, des malédictions ou même des conversations quotidiennes. L'existence, selon la pensée yoruba, en dépend.
Outre ses caractéristiques sacrées, àṣẹ possède également d'importantes ramifications sociales, comme en témoigne sa traduction en « pouvoir, autorité, commandement ». Une personne qui, par la formation, l'expérience et l'initiation, apprend à utiliser la force vitale essentielle des choses pour provoquer volontairement le changement est appelée un aláàṣẹ.
Les rituels d'invocation des forces divines reflètent ce même souci d'autonomie aṣẹ des entités particulières. La reconnaissance de l'unicité et de l'autonomie de l'aṣẹ des personnes et des dieux est ce qui structure la société et sa relation avec l'autre monde.

## L'aṣẹet l'art yoruba
Le concept d’àṣẹ influence la manière dont de nombreux arts yoruba sont composés. Dans les arts visuels, un dessin peut être segmenté ou sérialisé : un « agrégat discontinu dans lequel les unités de l'ensemble sont discrètes et partagent une valeur égale avec les autres unités ». De tels éléments peuvent être observés dans la vaisselle Ifá, les poteaux de véranda, les portes sculptées et les masques ancestraux.
Concernant la composition dans l'art yoruba comme un reflet du concept de àṣẹ, Drewal écrit :

« Les unités n'ont souvent pas d'ordre prescrit et sont interchangeables. L'attention portée aux unités discrètes de l'ensemble produit une forme multifocale, avec des changements de perspective et de proportion... De telles compositions (qu'elles soient représentatives ou non) reflètent un ordre mondial d'éléments structurellement différents mais autonomes. C'est un moyen formel d'organiser des pouvoirs divers, non seulement pour reconnaître leur autonomie mais, plus important encore, pour évoquer, invoquer et activer des forces diverses, pour les rassembler et les faire entrer dans le monde phénoménal. L'importance de la composition segmentaire dans l'art Yorùbá peut être appréciée si l'on comprend que l'art et le rituel font partie intégrante l'un de l'autre »

## La tête, où réside l'aṣẹ
La tête, ou orí, est investie d'une grande importance dans l'art et la pensée yoruba. Lorsqu'elle est représentée en sculpture, la taille de la tête est souvent représentée comme quatre ou cinq fois sa taille normale par rapport au corps afin de transmettre qu'elle est le siège de l'àṣẹ d'une personne ainsi que de sa nature essentielle, ou iwa. Les Yoruba font la distinction entre la tête extérieure (òde) et la tête intérieure (inú) : òde est l'apparence physique d'une personne, qui peut soit masquer soit révéler ses aspects intérieurs (inú). Les qualités intérieures, telles que la patience et la maîtrise de soi, devraient dominer les qualités extérieures.
La tête relie également la personne à l’autre monde. La cérémonie ìmorí (qui signifie « connaître la tête ») est le premier rite exécuté après la naissance d'un enfant yoruba. Lors de l'imori, un devin détermine si l'enfant provient de la lignée de sa mère ou de son père ou d'une òrìṣà particulière. Si tel est le cas, l'enfant subira une initiation òrìṣà à l'âge adulte, au cours de laquelle l'ori inu de la personne devient le vaisseau spirituel de l'àṣẹ de cet òrìṣà. Pour préparer ces cérémonies, la tête de la personne est rasée, baignée et ointe.

## Différents types d'aṣẹ
- Máyẹhùn
- Àfọ̀ṣẹ
- Gbétùngbétùn
- Olúgbohùn

## Usage moderne dans la diaspora
Depuis au moins l'époque du mouvement afrocentrique dans la diaspora anglophone à la fin du XXe siècle, le terme « Àṣẹ » est devenu un terme relativement courant aux États-Unis, avec une connotation générale d'affirmation et de souhaits pleins d'espoir. Il est également utilisé dans le contexte religieux chrétien noir comme équivalent (ou remplacement) du mot « Amen ».

## Dans la culture populaire
L'actrice Viola Davis a fondé une société appelée « Àṣẹ Audio » qui a signé un accord avec Audible pour créer des podcasts,.